# كلية بارنارد
كلية بارنارد (بالإنجليزية: Barnard College)‏ هي كلية فنون حرة نسائية خاصة في نيويورك في الولايات المتحدة تأسست سنة 1889 بعد رفض جامعة كولومبيا لقبول المرأة فيها. وهي الآن تعتبر الكلية الوحيدة للنساء فقط في الولايات المتحدة. ثم انتسبت الكلية لجامعة كولومبيا سنة 1900.

## وصلات خارجية
- الموقع الرسمي (بالإنجليزية)